# Эрбе, Ив
Ив Эрбе (фр. Yves Herbet; 17 августа 1945, Виллер-Котре, Франция — 28 июня 2024, Алес, Франция) — французский футболист и тренер.

## Биография
В качестве футболиста провёл более 300 матчей в Лиге 1. Во французской элите Ив Эрбе выступал за «Седан», «Ред Стар», «Реймс», «Нанси» и «Авиньон Фут». Также футболист за свою карьеру сыграл один сезон в бельгийском «Андерлехте». На протяжении нескольких лет Эрбе вызывался в расположение сборной Франции. Участник ЧМ-1966 в Англии (два матча).
Закончив играть, занялся тренерской деятельностью. Несколько лет Эрбе провел у руля «Мартигом». В этой команде специалист помогал раскрыться молодому Эрику Кантона. Также наставник успешно работал с марокканским клубом ФЮС, который при нем становился чемпионом страны. В 2003 году француз был главным тренером сборной Бахрейна.
Умер 28 июня 2024 года в возрасте 78 лет.

## Голы за сборную Франции
| #  | Дата           | Место                         | Соперник   | Голы | Результат | Соревнование            |
| -- | -------------- | ----------------------------- | ---------- | ---- | --------- | ----------------------- |
| 1. | 26 ноября 1966 | Городской стадион, Люксембург | Люксембург | 1    | 0:3       | Квалификация на ЧЕ 1968 |

## Достижения
- Финалист Кубка Франции: 1965.
- Серебряный призёр чемпионата Марокко (1): 2000/01.